# Anneth Delliecia
Anneth Delliecia Nasution, née le 18 octobre 2005 à Balikpapan, est une chanteuse indonésienne.

## Biographie
Avant de rejoindre Idole indonésienne Junior pour la troisième saison, en 2014, Anneth Delliecia avait participé à la première saison de Idole indonésienne Junior diffusée sur la station MNCTV à l'âge de 9 ans. Puis en 2017, Anneth Delliecia a rejoint The Voice Kids Indonésie saison 2 qui a été diffusée sur la station de télévision GTV rejoignant le Agnez Mo équipe. Dans ce concours de chant, Anneth Delliecia s'est qualifiée pour la grande finale. Mais a été éliminé dans le top six. En 2018, Delliecia a participé à la troisième saison Idole indonésienne Junior et a réussi à remporter la grande finale qui s'est tenue le 14 décembre 2018,.

## Discographie

### Album
- And The Story Begins (2022)